# Un peștișor pe nume Wanda
Un peștișor pe nume Wanda (în engleză A Fish Called Wanda) este un film de comedie din 1988 regizat de Charles Crichton și John Cleese (necreditat), după un scenariu propriu. Rolurile principale sunt interpretate de John Cleese, Jamie Lee Curtis, Kevin Kline și Michael Palin. Filmul este despre furtul unor bijuterii și întâmplările ulterioare. Kline a câștigat Premiul Oscar pentru cel mai bun actor în rol secundar, pentru interpretarea rolului Otto.

## Rezumat
Gangsterul londonez George Thomason (Tom Georgeson) și mâna sa dreaptă, Ken Pile (Michael Palin), un iubitor de animale bâlbâit, plănuiesc furtul unor bijuterii. Ei aduc doi americani pentru a-i ajuta: o escroacă ademenitoare, Wanda Gershwitz (Jamie Lee Curtis) și "pistolarul" Otto West (Kevin Kline), un anglofob care se pretinde a fi un intelectual. Wanda și Otto sunt amanți, dar ascund acest lucru lui George și Ken, pretinzând că sunt frate și soră, astfel ca Wanda să-și întrebuințeze farmecul.
Jaful merge bine, iar hoții dispar cu o cantitate mare de diamante. Singura problemă este că ei au fost observați pentru o scurtă perioadă de o doamnă în vârstă care-și plimba câinii. Grupul ascunde apoi prada într-un seif aflat într-un depozit vechi. Curând după aceea, Wanda și Otto îl denunță telefonic pe George la poliție și acesta este arestat. Ei se întorc pentru a colecta prada, dar află că George și Ken o mutaseră într-o locație necunoscută. Wanda, care plănuia să-l omoare apoi pe Otto, decide să-l seducă pe avocatul lui George, Archie Leach (John Cleese), care avea o căsnicie nefericită, pentru a afla unde au fost ascunse diamantele. Otto devine foarte gelos și intervențiile sale, combinate cu ghinion, conduc la ruperea relației dintre Wanda și Archie. 
Între timp, George îi dă lui Ken sarcina de a o ucide pe bătrâna doamnă, martoră a fugii hoților. În timpul diverselor sale încercări de a o omorî, iubitorul de animale Ken ucide accidental trei câini din rasa Yorkshire Terrier, unul după altul. Acest lucru îi cauzează mustrări de conștiință, precum și vătămări corporale grave după fiecare încercare care nu merge bine. Cu toate acestea, martorul suferă un atac de cord fatal atunci când ultimul său terrier este ucis, iar Ken are în cele din urmă succes în misiunea sa.
Wanda și Otto vor ca George să rămână în închisoare, dar acesta ar putea scăpa fără niciun martor care să-l acuze. În cursul procesului lui George, Wanda îi spulberă alibiul sperând că acesta va fi condamnat. Archie, uimit de întorsătura neașteptată, se încurcă și-i spune Wandei "dragă". Înfuriat, George începe o încăierare, care duce la fuga tuturor din sala de judecată. Soția lui Archie, Wendy (Maria Aitken), ședea în băncile observatorilor și încurcăturile lui Archie îi confirmă suspiciunile că acesta are o aventură cu Wanda (deși aceasta nu fusese consumată). După ce George este luat în custodie, ea se confruntă cu Archie și afirmă că intenționează să divorțeze. Cu cariera ruinată și cu căsătoria aproape desfăcută, Archie decide să-și reducă pierderile, să găsească prada și să fugă cu Wanda în America de Sud. Promițându-i lui George că va obține o sentință mai redusă, Archie află de la George că locația diamantelor este cunoscută de Ken. Archie pleacă pentru a-l întreba pe Ken, o ia cu el pe Wanda în timp ce ea încerca să fugă de la tribunal. Archie îi spune că el știe că locul unde sunt ascunse diamantele este cunoscut de Ken, iar Wanda îi mărturisește că ea are cheia de la seif.
În timp ce se desfășoară procesul, Otto încerca să afle de la Ken unde erau ascunse diamantele. El îl torturează pe Ken, mâncându-i unul câte unul peștii din acvariu și lăsând la urmă peștele numit Wanda. Ken menționează accidental că diamantele se află la un hotel din apropiere de Aeroportul Heathrow. Otto pleacă în grabă tocmai când Archie intră în clădire; Otto îi fură mașina lui Archie, luând-o cu el pe Wanda. Ken îi spune lui Archie, bâlbâindu-se cumplit, unde a plecat Otto. Cei doi merg în urmărirea lor.
Protagoniștii se duc cu toții la Heathrow. Otto și Wanda recuperează diamantele, dar Wanda îl lovește pe Otto și-l închide într-un vestiar. Otto scapă și este capturat pentru puțin timp de Archie. El este pe cale să-l ucidă pe Archie, dar Archie reușește să-i distragă atenția lui Otto subliniind că americanii nu sunt întotdeauna câștigători - pierzând războiul din Vietnam. În timp ce argumentează, Ken conduce un compresor către Otto, vrând să se răzbune pentru peștii vii mâncați de Otto mâncat. Archie pleacă cu Wanda cu avionul, în timp ce Otto (care a supraviețuit experienței de a fi împins în beton umed de către compresor) îi blestemă cu voce tare.

## Distribuție
- John Cleese - Archie Leach
- Jamie Lee Curtis - Wanda Gershwitz
- Kevin Kline - Otto West
- Michael Palin - Ken Pile
- Maria Aitken - Wendy Leach
- Tom Georgeson - George Thomason
- Patricia Hayes - doamna Coady
- Geoffrey Palmer - judecătorul
- Cynthia Caylor - Portia Leach
- Stephen Fry - Hutchison

## Recepție
Filmul a avut parte de enorm succes critic și comercial. Kline a primit aprecieri pe scară largă și a câștigat Premiul Oscar pentru cel mai bun actor în rol secundar. Cleese și Crichton au fost nominalizați la Premiul Oscar pentru cel mai bun scenariu original. Crichton a fost, de asemenea, nominalizat pentru Premiul Oscar pentru cel mai bun regizor, iar Curtis a primit nominalizări pentru cea mai bună actriță la premiile Globuk de Aur și BAFTA. Michael Palin a câștigat un premiu BAFTA pentru cel mai bun actor în rol secundar.
În anul 2000, cititorii revistei Total Film au votat Un peștișor pe nume Wanda ca al 37-lea film de comedie din toate timpurile. În 2004, aceeași revistă a plasat filmul pe locul 41 în topul celor mai bune filme britanice din toate timpurile. În anul 2000, Institutul American de Film a clasat filmul pe locul 21 în lista AFI's 100 Years... 100 Laughs, lista celor mai amuzante 100 de filme realizate vreodată. Acest film este pe locul 27 în topul "100 Funniest Movies" al postului TV Bravo. El este inclus și în lista "100 Funniest Films" al Reader's Digest. Filmul deține în prezent un rating de 96% pe situl Rotten Tomatoes.
Într-un sondaj din 1999 al Institutului Britanic de Film (British Film Institute - BFI) filmul a fost desemnat ca fiind al 39-lea cel mai bun dintr-o listă de 100 filme britanice.
În 1989, Ole Bentzen, un ORL-ist danez, a murit de râs în timp ce urmărea acest film.

## Continuări și adaptări
Distribuția principală s-a reunit în 1997 pentru Fierce Creatures (numit de către Kline un "egal" și nu o continuare sau un prequel), jucând roluri diferite și având parte de mai puțin succes.
În 2008, s-a raportat că John Cleese și fiica sa, Cynthia (care a interpretat rolul fiicei lui, Portia), au început să lucreze la o versiune muzicală de scenă a filmului.